# Waldecker Wald
Der Waldecker Wald ist ein etwa 292 km² großer, bis 492,3 m ü. NHN hoher, überwiegend stark bewaldeter Buntsandsteinrücken in Nordhessen (Deutschland). Er stellt innerhalb der zum Westhessischen Bergland (Haupteinheitengruppe 34) die Haupteinheit 3402 dar, die mit dem sich westlich anschließenden Waldecker Gefilde (3401) zur Waldecker Tafel (340) zusammengefasst wird, ohne dass diese beiden Landschaften über signifikant mehr Gemeinsamkeiten verfügen würden als andere Haupteinheiten.
Der Waldecker Wald teilt sich auf in den Orpewald im Norden, die Arolser Platte im Nordosten, das Twister Hügelland im (nördlichen) Westen, den Langen Wald im östlichen Zentrum und den Alten Wald im Süden.
Geologisch liegt der Waldecker Wald auf Mittlerem und Unterem Buntsandstein.

## Geographie

### Lage
Der Waldecker Wald ist in seiner Südsüdost-Nordnordwest-Ausrichtung 45 km lang, jedoch nur 2 bis, im Zentrum, maximal 16 km breit. Seine Nordspitze berührt das Tal der Diemel zwischen Marsberg und Warburg, seine Südspitze berührt das der Eder unmittelbar westlich Fritzlars.
Nach Westen und Nordwesten geht der Waldecker Wald ins nur inselweise bewaldete Waldecker Gefilde (3401, ebenfalls Waldecker Tafel) über, nach Südwesten, Süden, in alle östliche Richtungen und nach Norden in die ebenfalls größtenteils unbewaldeten Ostwaldecker Randsenken (Haupteinheit 341). Dabei ist der Übergang nach Westen insgesamt steiler geböscht als der nach Osten.
Benachbarte Höhenzüge sind im Norden, unmittelbar hinter dem Tal der Diemel, das Eggegebirge, im Osten der Habichtswald und im Süd(west)en der Kellerwald; westlich des Waldecker Gefildes schließen sich schließlich verschiedene Teile des Ostsauerländer Gebirgsrandes, der Ostabdachung des Rothaargebirges, an. Während Kellerwald und Habichtswald, wie auch der Waldecker Wald selber, zum Westhessischen Bergland gehören, zählt das Rothaargebirge nebst Ostabdachung zum Süderbergland und das Eggegebirge zum Niedersächsischen Bergland.

### Naturräumliche Gliederung

#### Überblick
Der Waldecker Wald gliedert sich naturräumlich wie folgt (in eckigen Klammern: Ziffer in Die Naturräume Hessens):
- 3402 [= 340.1] Waldecker Wald (291,86 km²)
  - 3402.2 [= 340.10] Orpewald (46,52 km²)
  - 3402.3 [= 340.11] Twister Hügelland (64,08 km²)
  - 3402.4 [= 340.12] Arolser Platte (43,55 km²)
  - 3402.5 [= 340.13] Langer Wald (80,51 km²)
  - 3402.6 [= 340.14] Alter Wald (57,20 km²)

Die Naturräume Hessens bzw. der Umweltatlas Hessen des Landesumweltministeriums vereinfacht die Schreibweisen, indem er statt der tiefergestellten 1 im Waldecker Gefilde eine 0 als erste Nachkommastelle einfügt und beim Waldecker Wald statt der tiefergestellten 2 eine Nachkomma-1. Da es 3402.2 und 3402.2 nicht gibt, wurden im Waldecker Wald außerdem die letzten Ziffern je um 2 reduziert.

#### Die Naturräume im Einzelnen
Der Orpewald im äußersten Norden, westlich von Rhoden (Diemelstadt), wird nur durch das Tal des den Norden des Waldecker Waldes in nördliche Richtungen durchfließenden, namensgebenden Flusses Orpe in seiner Bewaldung unterbrochen.
Das Twister Hügelland beidseitig der den Waldecker Wald in nördliche Richtungen durchfließenden Twiste um den gleichnamigen Ort, das sich südlich anschließt, weist vor allem im Norden und im Westen zusammenhängende Waldgebiete auf, während die Umgebung des dazwischen liegenden Twisteals weiträumig gerodet ist.
In der sich östlich an die Nahtstelle zwischen Orpewald und Twistetal anschließende Arolser Platte um die namensgebende Stadt Bad Arolsen ist demgegenüber die Bewaldung nicht nur rund um das Stadtgebiet großflächig unterbrochen, sondern wird auch durch den Twistesee, jenseits dessen die Twiste den Waldecker Wald in Nordost-Richtung verlässt, unterbrochen.
Östlich des Twister Hügellandes und südlich der Arolser Platte zieht sich der Lange Wald nach Süden bis ungefähr zur Wasserscheide zwischen Eder und Diemel bzw. am Weidelsberg im Südosten knapp darüber hinaus. Die Bewaldung wird vor allem im Nordosten bei Landau und im Südwesten bei Freienhagen – beide am Twiste-Nebenfluss Watter – merklich unterbrochen.
Der sich nunmehr südsüdöstlich anschließende Alte Wald ist durchgehend bewaldet auf einer Länge von 17 km bei einer Breite von nur 2 bis 3 km. Im äußersten Norden entspringt hier die Elbe, die den Naturraum nach Nordosten verlässt, um den Weidelsberg im Uhrzeigersinn zu umfließen und sich schließlich nach Süden der Eder zuzuwenden.
Langer und Alter Wald stellen einen großen Abschnitt der natürlichen Grenze des Landkreises Waldeck-Frankenberg im Westen zum Landkreis Kassel im Osten dar. Ein Südausläufer des Alten Waldes reicht bis in den Schwalm-Eder-Kreis hinein. Östliche Teile des Langen und Alten Waldes liegen im Naturpark Habichtswald.

### Gewässer

#### Fließgewässer
Durch den Langen Wald verläuft ein Abschnitt der Wasserscheide zwischen der zur Weser entwässernden Diemel im Norden und der deren Quellfluss Fulda zugewandten Eder im Süden – beide in östliche Richtungen fließend. Dabei entwässert deutlich mehr Fläche des Waldecker Waldes zur Diemel.
Folgende Fließgewässer entspringen im bzw. durchfließen (*) den Waldecker Wald u. a. (jeweils flussabwärts von West nach Ost geordnet):
- Diemel (rechte Nebenflüsse)
  - Orpe* (19,1 km; Quelle an der östlichen Nahtstelle des Waldecker Gefildes zum Waldecker Wald)
  - Twiste* (40,8 km; Quelle im Ostsauerländer Gebirgsrand, östlich von Wald und Gefilde)
    - (r) Wilde (10,5 km)
    - (l) Aar (13,9 km)
    - (r) Watter (21,9 km)
- Eder (linke Nebenflüsse)
  - Werbe (13,2 km)
  - Reiherbach (7,4 km)
  - Netze (12,9 km)
  - Elbe (33,7 km)

#### Stillgewässer
Zu den Stillgewässern des Waldecker Waldes gehören:
- Klosterteich, in Volkhardinghausen (Bad Arolsen)
- Twistesee, Stausee nahe Wetterburg (Bad Arolsen)

### Berge
Zu den Erhebungen des Waldecker Waldes und seiner Ausläufer gehören – sortiert nach Höhe in Metern (m) über Normalhöhennull (NHN):
- Weidelsberg (492,3 m; mit Weidelsburg) – Singularität der Ostwaldecker Randsenken an der Nahtstelle von Langem zu Altem Wald
- Stirn (475,0 m) – äußerster Süden des Langen Waldes, Eder-Diemel-Wasserscheide
- Heitzelberg (467,4 m) – äußerster Norden des Alten Waldes
- Sandkopf (450,4 m) – Alter Wald
- Marke (ca. 440 m) – äußerster (Süd-)Osten des Twister Hügellandes, östlich Korbachs
- Massenhauser Höhe (432,5 m) – nordwestliche Nahtstelle des Twister Hügellandes zum Waldecker Gefilde
- Netzer Berg (432,2 m) – Alter Wald
- Geizienberg (421,3 m) – westlicher Langer Wald an der Nahtstelle zum Twister Hügelland
- Stucksförst (419,1 m) – Orpewald
- Rambachsköpfchen (413,0 m) – südlicher Alter Wald
- Halsberg (410,8 m) – westlicher Langer Wald
- Großer Dörnberg (372,0 m, mit Naturdenkmal Steinbruch) – südlicher Langer Wald
- Rauenstein (366,4 m, mit Rauen Steinen) – westliche Ostwaldecker Randsenken
- Schierenkopf (363,2 m) – westlicher Langer Wald
- Kappelberg (ca. 349 m) – südwestliche Arolser Platte
- Stöckeberg (344,8 m) – westlicher Langer Wald
- Johanneskirchenkopf (332,2 m) – äußerster Süden des Alten Waldes

### Ortschaften
Diese Städte und Gemeinden befinden sich mit ihren Ortsteilen im und, in folgend „()“ gesetzt, am Waldecker Wald:
| - Bad Arolsen - (Diemelsee) - Diemelstadt - Edertal | - Fritzlar - (Marsberg) - Naumburg - Twistetal | - (Volkmarsen) - Waldeck - Wolfhagen |

## Vegetation
Die forstwirtschaftlich genutzten Flächen bestehen überwiegend aus Laubwald mit hohem Buchenanteil. Daneben werden auch reine Fichtenforste angetroffen.

## Sehenswertes
Zu den Sehenswürdigkeiten im Waldecker Wald gehört die (streng genommen bereits zu den sich östlich anschließenden Ostwaldecker Randsenken gehörige) Weidelsburg, die bei Ippinghausen auf dem Weidelsberggipfel steht, und das Schloss Höhnscheid, das zwischen Freienhagen im Westen und Ippinghausen im Osten steht, sowie die nahe Volkhardinghausen stehende Franzoseneiche.

## Verkehr und Wandern
Quer durch den Langen Wald verläuft in West-Ost-Richtung ein Abschnitt der Bundesstraße 251, die Brilon im Nordwesten mit Kassel im Osten verbindet und im Bereich des Langen Walds von Sachsenhausen (Waldeck) im Westen über Freienhagen (Waldeck) nach Ippinghausen (Wolfhagen) und Bründersen (Wolfhagen) führt. Auf der Arolser Platte bei Bad Arolsen trifft die von Wolfhagen im Südosten kommende B 450 auf die von Korbach im Südwesten kommende und den Wald in nördliche Richtung zur Bundesautobahn 44 verlassende B 252.
Durch die Landschaft des Waldecker Waldes führen Abschnitte mehrerer Wanderwege, darunter sind Bonifatiuspfad, Diemel-Eder-Weg, Ederseeweg, Herkulesweg, Märchenlandweg und Studentenpfad.

## Allgemeine Quellen
- Landschaftssteckbrief Waldecker Wald des Bundesamtes für Naturschutz (Hinweise)
- „Geologische Übersichtskarte von Hessen“. Geschichtlicher Atlas von Hessen.  In: Landesgeschichtliches Informationssystem Hessen (LAGIS).
- Karten und Daten des Bundesamtes für Naturschutz (Hinweise)